# Doug Pray
Doug Pray, né à Denver, au Colorado, est un réalisateur américain de documentaires, directeur de la photographie et monteur. Il présente essentiellement dans ses films la sous-culture américaine ainsi que des individus non-conformistes.

## Biographie
Doug Pray est le plus jeune de quatre garçons, né d'un père professeur de géologie à l'Université du Wisconsin et d'une mère chef de chœur et peintre. Il grandit à Madison, au Wisconsin et possède un baccalauréat en sociologie de l'Université du Colorado et une maîtrise de l'UCLA, département School of Film and Television.
Son premier long métrage, Hype! (1996) est un documentaire remarqué sur l'explosion et l'exploitation de la scène musicale grunge de Seattle du début des années 1990.
Parmi ses autres réalisations figurent Scratch (2001), un documentaire sur le turntablism et la culture DJ, Red Diaper Baby (2004), un film sur la performance solo de Josh Kornbluth, Infamy (2005), un documentaire sur la culture graffiti, Big Rig (2008), un autre sur les conducteurs de camions et Surfwise (2008), un portrait des onze membres de la famille nomade Doc Paskowitz (souvent désignée comme la « première famille de surfeurs »).
Il réalise en 2009 Art & Copy un film sur la publicité et la créativité, projeté au festival du film de Sundance 2009 et qui remporte un Emmy Award et, en 2013, un film sur l'installation au musée d'art du comté de Los Angeles de Levitated Mass, la sculpture massive de Michael Heizer.
Doug Pray réalise également des publicités de style documentaire et des courts-métrages de commande, notamment pour des causes humanitaires. En 2006, il remporte un Emmy Award pour une campagne de sensibilisation sur le SIDA.
Il est cofondateur de Wild Mind Film Camp, un atelier intensif établi dans l'État de Washington, axé sur le cinéma documentaire.
Doug Pray réside à Los Angeles, en Californie, avec sa femme et ses deux enfants. Il est membre de la Directors Guild of America et de l'Academy of Motion Picture Arts and Sciences.

## Filmographie
- 1996 : Hype! (en)
- 2001 : Scratch (en)
- 2002 : Sundance 20
- 2004 : Veer
- 2004 : Red Diaper Baby
- 2005 : Infamy
- 2008 : Big Rig (en)
- 2008 : Surfwise
- 2009 : Art & Copy (en)
- 2013 : Levitated Mass